# Badis ibn al-Mansur
Badis ibn Mansur (arab. باديس بن منصور) (ur. 983, zm. 9 maja 1016) – trzeci władca z dynastii Zirydów w Ifrikiji (obecna Tunezja, część Libii i Algierii) w latach 995–1016.
Badis objął tron po ojcu Al-Mansurze ibn Bulugginie (984–995) jako emir Ifrikiji. Z powodu walk o władzę wśród Zirydów pozostawał w bardzo bliskich relacjach z Fatymidami z Egiptu, będącymi dla niego suwerenami. Jego prawa do władzy zostały zakwestionowane przez stryjecznego dziadka Zawiego ibn Ziriego, który ostatecznie został wyparty do Andaluzji, gdzie założył dynastię Zirydów w Grenadzie (1012–1090).
Poważnym problemem dla Badisa były ataki koczowniczych plemion Zenata z rejonu Maroka i zachodniej części Maghrebu Środkowego. W latach 998–999 ich najazdy dotarły przez Zab do Trypolitanii. W 1009 Badis został zmuszony do odstąpienia prowincji Nefzawa i Al-Kastilija jako lenno wodzom zenatyjskim Warru ibn Saidowi i Nuaimowi ibn Dżannunowi, by wycofali się z Trypolitanii. Pomocy w walkach z Zenatami udzielił Badisowi jego stryj Hammad. Jednakże Hammad po wzmocnieniu swojej pozycji na terenie dzisiejszej wschodniej Algierii, podniósł otwarty bunt i w 1014 przyjął zwierzchność kalifatu abbasydzkiego.
W wynikłej walce Zirydzi nie otrzymali żadnej pomocy od Fatymidów i musieli uznać niezależność zbuntowanej dynastii Hammadydów. Władza Badisa została ograniczona do terenów Ifrikiji. Dodatkowo pod jego koniec rządów doszło do walk wewnętrznych między sunniami a szyitami.
Jego następcą został jego dziewięcioletni syn Al-Muizz ibn Badis (1016–1062).